# Tirreno–Adriatico 2014
Die 49. Rad-Fernfahrt Tirreno–Adriatico fand vom 12. bis 18. März 2014 statt. Sie war Teil der UCI WorldTour 2014 und innerhalb dieser das dritte Rennen nach der Tour Down Under 2014 und der Fernfahrt Paris–Nizza 2014, die sich mit Tirreno–Adriatico zeitlich überschnitt. Die Gesamtdistanz des Rennens betrug 1.028,6 Kilometer.
Alberto Contador legte mit einer Attacke auf der fünften Etappe den Grundstein für seinen späteren Rundfahrsieg.

## Teilnehmer
| ProTeams AG2R La Mondiale (ALM) Astana Pro Team (AST) Belkin-Pro Cycling Team (BEL) BMC Racing Team (BMC) Cannondale (CAN) Team Europcar (EUC) | FDJ.fr (FDJ) Team Giant-Shimano (GIA) Garmin Sharp (GRS) Team Katusha (KAT) Lampre-Merida (LAM) Lotto Belisol (LTB) | Movistar Team (MOV) Orica GreenEdge (OGE) Omega Pharma-Quick Step (OPQ) Team Sky (SKY) Tinkoff-Saxo (TCS) Trek Factory Racing (TFR) |
| Professional Continental Teams Bardiani CSF (BAR) IAM Cycling (IAM)                                                                            | MTN Qhubeka (MTN) Team NetApp-Endura (TNE)                                                                          | |

Startberechtigt waren die 18 ProTeams. Zusätzlich vergab der Veranstalter RCS Sport Wild Cards an vier Professional Continental Teams.

### Favoriten
Nahezu alle großen Klassementfahrer befanden sich in dem einer Tour de France ebenbürtigem Fahrerfeld. Favoriten um dem Gesamtsieg waren der Kolumbianer Nairo Quintana (MOV), der bereits im Januar bei der Tour de San Luis überzeugte, die Australier Richie Porte (SKY) und Cadel Evans (BMC), die Italiener Michele Scarponi (AST) Ivan Basso (CAN) und Domenico Pozzovivo (ALM), der Spanier Alberto Contador, der Tscheche Roman Kreuziger (beide TCS), den Niederländern Bauke Mollema und Robert Gesink (beide BEL) sowie der Belgier Jurgen van den Broeck (LBT).
Vorjahressieger Vincenzo Nibali (AST) verzichtete zugunsten der parallel stattfindenden Fernfahrt Paris–Nizza auf einen Start. Der Tour-de-France-Sieger Chris Froome (SKY) musste seinen Start aufgrund von Rückenschmerzen kurzfristig absagen.
Mit Marcel Kittel (GIA), André Greipel (LBT), Mark Cavendish (OPQ) und Peter Sagan (CAN) kämpften die weltbesten Sprinter um Etappensiege.
Unter den 176 Fahrern befanden sich 15 Deutsche, sechs Schweizer und zwei Österreicher.

## Etappenübersicht
| Etappe | Datum        | Strecke                                | Typ               | km   | Etappensieger          | Führender Gesamtwertung  |
| ------ | ------------ | -------------------------------------- | ----------------- | ---- | ---------------------- | ------------------------ |
| 1.     | Mi, 12. März | Castagneto Carducci – San Vincenzo MZF |                   | 18,5 | Soudal Quick-Step      | Mark Cavendish (OPQ)     |
| 2.     | Do, 13. März | San Vincenzo – Cascina                 | Flachetappe       | 166  | Matteo Pelucchi (IAM)  | Mark Cavendish (OPQ)     |
| 3.     | Fr, 13. März | Cascina – Arezzo                       | Flachetappe       | 210  | Peter Sagan (CAN)      | Michał Kwiatkowski (OPQ) |
| 4.     | Sa, 15. März | Indicatore – Cittareale                | Hochgebirgsetappe | 244  | Alberto Contador (TCS) | Michał Kwiatkowski (OPQ) |
| 5.     | So, 16. März | Amatrice – Guardiagrele                | Hochgebirgsetappe | 192  | Alberto Contador (TCS) | Alberto Contador (TCS)   |
| 6.     | Mo, 17. März | Bucchianico – Porto Sant’Elpidio       | Flachetappe       | 189  | Mark Cavendish (OPQ)   | Alberto Contador (TCS)   |
| 7.     | Di, 18. März | San Benedetto del Tronto EZF           | Einzelzeitfahren  | 9,1  | Adriano Malori (MOV)   | Alberto Contador (TCS)   |